# Cyrtarachne sundari
Cyrtarachne sundari là một loài nhện trong họ Araneidae.
Loài này thuộc chi Cyrtarachne. Cyrtarachne sundari được Benoy Krishna Tikader miêu tả năm 1963.